# Cselényi László (rendező)
Cselényi László (Kolozsvár, 1951. február 1. – 2024. június 24.) tv-rendező, szerkesztő, filmrendező, óraadó egyetemi oktató, Cselényi Béla történész fia, Cselényi Béla költő testvére.

## Élete
Szülei Cselényi Béla történész és Kiss Anikó. Középiskoláit a kolozsvári 3. sz. Líceumban (jelenleg Apáczai Csere János Elméleti Líceum) végezte 1970-ben.
1970–1974 között a Babeş–Bolyai Tudományegyetem pszichológia-történelem-filozófia szakán tanult. 1975–1977 között Bukarestben rendezői végzettséget szerzett.
Az erdélyi Stúdió 51 alapító vezetője, az 1970-es évek közepén a csoportot felszámolták. 1975–1978 között a Kolozsvári Bábszínháznál kreativitáskutató, irodalmi referens, rendező volt. 1978–1981 között a Román Televízió bukaresti magyar adásánál rendező, szerkesztő volt. 1981-1983 között néhány hónapig munkanélküli volt, ezalatt álnéven publikált cikkeket és a Kriterion Könyvkiadó számára írt kiadói referátumokat, majd éjszakai tejkihordóként dolgozott. 
1969-től Magyarországra való kiköltözéséig számos cikket, tanulmányt, kritikát publikált a romániai magyar lapokban.
1983-ban települt Magyarországra. 1983-1996 között a Magyar Televízió szerkesztő-rendezőjeként dolgozott. 1996-2001 között a Duna Televízió rendezője volt. 2002 és 2005 között az Uránia Nemzeti Filmszínház Kht. ügyvezetője volt. 2005–2010 között a Duna Televízió elnöke volt. Az ELTE dokumentumfilm óraadó oktatója volt.
Cselényi Lászlót 2024. július 8-án helyezték örök nyugalomra a budapesti Farkasréti temető 25-ös művészparcellájában [25/III/1/39-40]. A református szertartást Demeter József, sepsiszentgyörgyi nyugalmazott lelkipásztor vezette. A búcsúztatáson jelen volt Kozma Imre atya, a Magyar Máltai Szeretetszolgálat alapító elnöke is, aki áldást mondott, és személyes hangú búcsúbeszédben emlékezett meg Cselényi Lászlóról.

## Magánélete
1972-ben megházasodott. Házasságából 2 gyermek született; László és Sára Ágnes.

## Rendezései

### TV- és játékfilmek
- Az elhagyott szemüveg
- Régi nyári történet
- Toldi
- Tersánszkyáda
- Csillagvitéz (1987)
- Tarka elbeszélések
- Mert ahová te mégy, oda megyek...
- Kanári – Kosztolányi Dezső (1993)
- Ördögváltozás Csíkban (1993)
- Hidegrázás (1994)
- Zsoltárok (1996)
- Zenés bibliai barangolás (2000)

### Dokumentumfilmek
- Romániai magyar cigány
- Viva Espagna
- What Happened in Targu Mures?
- Időgörbülés – Tunézia (1994)
- Kettős kötődés
- Zurhane
- Keresztelő (1997)
- Áradat
- Kinga üzenete (1999)
- A Miatyánk földjén
- István, az egyetemes szent (2000)
- A nemzeti vonat
- Fekete függöny
- Tavaszi mámor... (1991)
- Tekercsek vándortarisznyában (Csák János) (1997)
- Legendárium: Teller (2000)

### Portréfilmek
- I. Mihály román király
- Juan Gyenes
- Szülőföldem (Rab Zsuzsa)
- Four Seasons (Kövi Pál)
- Ilyen Benczédi!
- Kisvárosi univerzum (Incze János)
- Vasfüggöny (Méhes György) (1997)
- Egyszemélyes magán(y)színház (Dusa Ödön)
- Lujzika (Orosz Lujza)
- Egy lány elindul (Szörényi Éva) (1998)
- Honvágy Tamás Gábor módra
- Én élvezem az életet (Kulhavy Mariann)
- Menetközben (Baránszky László)

### Zenés filmek
- Via Crucis
- Pál apostol
- A Hegyi Beszéd

### Kísérleti filmek
- Csángó asszony

## Díjak
- MTV és Duna Tv Elnöki Nívódíjai (1984–2000)[3][4]
- Veszprémi Tévétalálkozó kategóriadíja (1990, Mert ahová te mégy)[3][4]
- Európa-díj (Berlin–Budapest, 1999, Minoritates mundi sorozat)[3][4][5]
- Tamási Áron-díj (1999)[3][4][6]
- Kamera Hungária kategóriadíj, a zsűri alkotói különdíja (1999)[3][4]
- Hűség a hazának emlékérem (2005)[4]
- Aranyalma díj (2006, a Duna II beindításáért)[4][7]
- Vasvári Pál-díj (2006)[4][8]
- Elismerő kitüntetés (2006, a Kelet–Nyugat párbeszédért, az iszlám és keresztény kultúra közvetítéséért)[4]
- Nemzeti önazonosságunk védelmezője kitüntetés (2006)[4]
- Ilyas Efendiyev-díj (2007, Azerbajdzsán kultúrájáért)[4][9]
- Koronával ékesített becsületrend (2007, a Nemzetek Kölcsönös Egyetértéséért Lovagrend kitüntetése)[4]
- Román Kulturális Intézet médiadíja (2007)[4][10]
- Hűség a hazához érdemrend nagykereszt-kitüntetés (2007)[4]
- Premio per la Cultura (2008, az olasz kultúra következetes és igényes közvetítéséért)[4][11]
- Elismerő oklevél (2008, Szlovén Köztársaság Nagykövetsége)[4]
- Prima díj (2008, Magyar sajtó kategória)[4][12]
- 1956-os Emlékserleg (2009)[4]
- Nemzetközi Szent György Lovagrend Nagycsillaga (2009, a magyar és egyetemes kultúra közvetítéséért)[4]

## A Duna Televízió vezetőjeként ért gyanúsítások, lemondásának körülményei
Cselényi közlései szerint távozásának legfőbb oka az volt, hogy az új médiaszabályozás keretében a koalíciós pártok készültek összevonni a közmédiumok kuratóriumait, amely a csatorna függetlenségének elvesztését jelenti, amely sokak szerint be is következett. Közös megegyezéssel távozott posztjáról, ugyanakkor felvetődött, hogy távozását jobboldali nyomásgyakorlással próbálták elérni, ezért gyanúsították meg hűtlen kezeléssel.
A Fővárosi Főügyészség 2014-ben valamennyi ügyben megszüntette a nyomozást, mivel sem bűncselekmény, sem kár nem volt megállapítható. Az eljárások során nem tártak fel visszaélést, a vezetők mulasztása nem volt megállapítható, és büntetőjogi felelősség sem Cselényit, sem munkatársait nem terhelte.